# 和嶋未希
和嶋 未希（わじま みき、1972年5月30日 - ）は、日本の政治家。衆議院議員（1期）、山形県議会議員（2期）を務めた。

## 来歴・人物
山形県酒田市大宮生まれ。生家は農家。酒田市立亀城小学校、酒田市立第三中学校、山形県立酒田東高等学校、日本大学芸術学部放送学科卒業。酒田市立第三中学校在校時には生徒会長を務めた。1995年、地元・酒田市の企画制作会社に入社し、2002年まで勤務した。
2003年4月、山形県議会議員選挙の酒田市選挙区（現在の酒田市・飽海郡選挙区）から民主党公認で出馬し、初当選した。初当選時は山形県議会で唯一の女性議員であった。2007年の県議選で再選。二期連続のトップ当選を果たす。2009年、山形県議を辞職。
同年8月30日の第45回衆議院議員総選挙に、民主党から比例東北ブロック単独で出馬して当選。
2010年、民主党山形県連会長に就任。2012年7月、県連会長を退任し、会長代行に就任。同年8月、次期衆議院議員総選挙において山形3区からの出馬が内定し、公認を受ける。2012年9月民主党代表選挙では、同じ山形県選出の鹿野道彦（山形1区）の推薦人に名を連ねる。
同年9月26日、阿部寿一の辞職に伴う10月の酒田市長選挙に無所属で出馬する意向を表明し、民主党に離党届を提出。衆議院議長の横路孝弘に議員辞職願を提出し、10月9日付で議員辞職が許可された。
同年10月28日の酒田市長選では、山形県知事の吉村美栄子や、民主党を離党した参議院議員・舟山康江の支援も受けたが、前副市長の本間正巳に敗れ、落選した（本間：28,553票、和嶋：24,981票）。投票率は59.32％。
2015年8月6月、本間の死去に伴う酒田市長選挙へ立候補したが、前副市長の丸山至に敗れ落選。
2019年、2006年ノーベル平和賞受賞者でグラミン銀行創設者のムハマド・ユヌス氏の日本組織として設立された一般社団法人ユヌス・ジャパンの事務局長に就任。